# Sérgio Bernardes
Sérgio Wladimir Bernardes (Rio de Janeiro, 9 de abril de 1919 – Rio de Janeiro, 15 de junho de 2002) foi um arquiteto brasileiro.

## Biografia

Sérgio Wladimir Bernardes em uma escola em 1970, foto do jornal Correio da Manhã.

Filho do jornalista Wladimir Bernardes, desde jovem Sérgio Bernardes pilotava monomotores, e disputava corridas pela cidade.
Cursou arquitetura pela Faculdade Nacional de Arquitetura da Universidade do Brasil, hoje Universidade Federal do Rio de Janeiro. Um ano antes de sua graduação, um dos seus projetos, o Country Club de Petrópolis, foi publicado na revista francesa L'architecture d'aujourd'hui, em edição dedicada à nova arquitetura brasileira.
Graduado em 1948, trabalhou com Lucio Costa e Oscar Niemeyer no início de sua carreira, sendo autor de obras representativas como o projeto do pavilhão brasileiro na Feira Mundial da Bélgica, em 1958; do Pavilhão de São Cristóvão; do Centro de Convenções Ulysses Guimarães, em Brasília; do mastro da bandeira nacional de Brasília; e do Hotel Tropical Tambaú, em João Pessoa. Também concebeu um grande número de projetos encomendados por órgãos públicos, no entanto destacou-se por seus projetos residenciais. São dele os projetos de casas de muitas celebridades, entre elas a do cirurgião plástico Ivo Pitanguy.
Ao longo de sua carreira Sérgio Bernardes venceu algumas bienais, dentre elas a Bienal de Veneza, em 1964, cujo prêmio em dinheiro trocou por uma Ferrari, que levava em suas viagens ao exterior e pilotava em autódromos.
O imóvel onde funcionava seu antigo escritório ficava na avenida Sernambetiba, na Barra da Tijuca, na cidade do Rio de Janeiro.
Segundo a família, Sérgio Bernardes passou os últimos momentos envolvido na recuperação do Pavilhão de São Cristóvão, projetado por ele em 1958. O arquiteto morreu em casa na manhã de 15 de junho de 2002, aos 83 anos, dois anos após sofrer um derrame cerebral. Deixou esposa e quatro filhos, incluindo o arquiteto Cláudio Bernardes e o cineasta Sérgio Bernardes Filho, ambos já falecidos, e Christiana Bernardes e Bernarda Bernardes.

## Principais obras

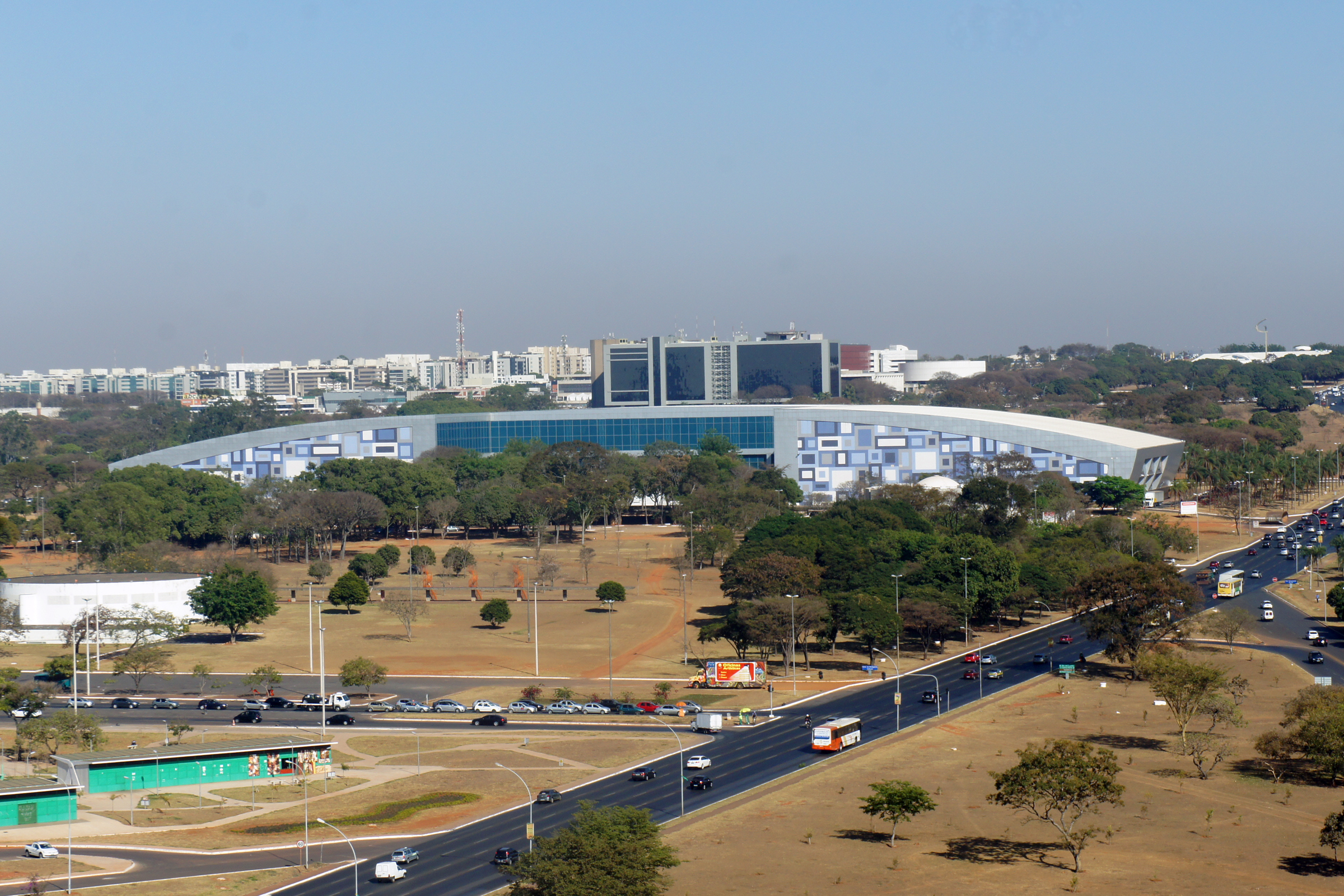
Centro de Convenções Ulysses Guimarães, Brasília

- 1951 - Residência Lota Macedo Soares[2]
- 1958 - Pavilhão brasileiro na Feira Mundial da Bélgica[3]
- 1958 a 1960 - Pavilhão de São Cristóvão, Rio de Janeiro (cidade)
- 1966 - Hotel Tropical Tambaú em João Pessoa
- Espaço Cultural, em João Pessoa.
- 1972 - Centro de Convenções Ulysses Guimarães, em Brasília.
- 1972 - Mastro da Praça dos Três Poderes, em Brasília.
- 1972 - Mausoléu do ex-presidente da República Humberto Castelo Branco, Fortaleza, CearáMausoléu do ex-presidente Castelo Branco, iluminado a noite
- 1974 - Planetário de Brasília
- Residência Turkson

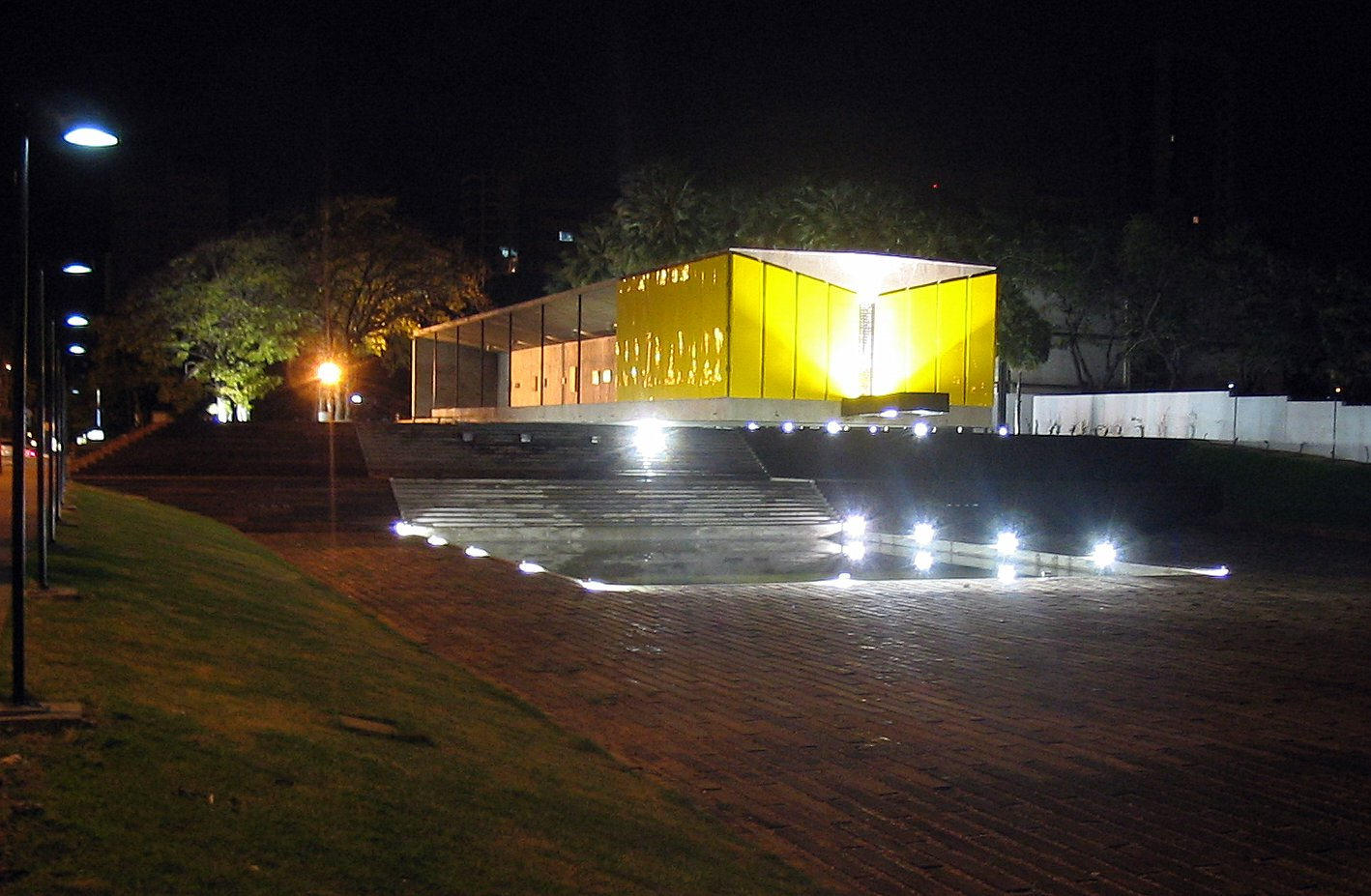
Mausoléu do ex-presidente Castelo Branco, iluminado a noite

- 1980 - Aeroporto Internacional Presidente Castro Pinto
- 1989 a 1990 - Casa Kouri
- Hotel Tropical de Manaus

## Premiações
- 1º Prêmio na 2ª Bienal Internacional de São Paulo, com a residência Lota de Macedo Soares
- 1952 - Bienal de Veneza, com a residência Jadir de Souza, (1952)
- 1958 - Exposição de Bruxelas, com o Pavilhão do Brasil[3]
- 1964 - Bienal de Veneza